# Ryszard Sławiński
Ryszard Józef Sławiński (ur. 15 września 1943 w Modlimowie) – polski polityk, dziennikarz, senator IV i V kadencji, od 2004 do 2005 członek Krajowej Rady Radiofonii i Telewizji.

## Życiorys
Ukończył liceum ogólnokształcące w Miliczu, a w 1967 filologię polską na Uniwersytecie Wrocławskim. W 1979 ukończył także podyplomowe studium dziennikarskie na Uniwersytecie im. Adama Mickiewicza w Poznaniu. W 1967 zamieszkał w Koninie. Jako dziennikarz debiutował w 1965 w dziale terenowym „Gazety Robotniczej”. Od 1968 był związany z „Gazetą Poznańską”, od 1981 z tygodnikiem „Przegląd Koniński” (był redaktorem naczelnym w latach 1981–1990). Publikował także na łamach „Gazety Wiejskiej”, „Przeglądu Handlowego” i „Przeglądu Socjalistycznego”.
W latach 1974–1982 był członkiem Stowarzyszenia Dziennikarzy Polskich, następnie wstąpił do Stowarzyszenia Dziennikarzy PRL (w 1989 przekształconego w Stowarzyszenie Dziennikarzy Rzeczypospolitej Polskiej). W 2000 został wiceprzewodniczącym zarządu głównego SSRP. Od 1992 powoływany w skład władz Polskiego Towarzystwa Walki z Kalectwem.
Członek Sojuszu Lewicy Demokratycznej, zasiadał we władzach regionalnych tej partii. W latach 1983–1987 był radnym Wojewódzkiej Rady Narodowej w Koninie, 1994–1998 radnym rady miasta Konin, członkiem zarządu miasta i przewodniczącym klubu radnych SLD. W 1997 został wybrany do Senatu w województwie konińskim. W 2001 po raz drugi uzyskał mandat senatorski w okręgu konińskim, w Senacie V kadencji przewodniczył Komisji Kultury i Środków Przekazu.
Jego mandat wygasł w listopadzie 2004 w związku z wyborem do Krajowej Rady Radiofonii i Telewizji; zasiadał w niej jako reprezentant Senatu do grudnia 2005, kiedy po nowelizacji ustawy medialnej skróceniu uległa kadencja rady. W 2006 z listy koalicji Lewica i Demokraci bez powodzenia kandydował do sejmiku wielkopolskiego.
Żonaty z Jadwigą, ma dwoje dzieci – syna Piotra i córkę Katarzynę (dziennikarzy).